# 何佩珊 (台灣)
何佩珊（1967年12月29日—），臺灣女性政治人物，民主進步黨籍，輔仁大學大眾傳播系畢業。曾任勞動部部長、民主進步黨政策委員會副執行長、民主進步黨立法院黨團總召集人柯建銘辦公室主任、行政院政務副秘書長。

## 早年
何佩珊在大學畢業後曾至勞動黨工作，參與農運、工運等社會運動。在1992年中華民國立法委員選舉後，她進入體制内擔任國會幕僚逾20年。

## 入閣
獲時任閣揆林全延攬，2016年6月27日起擔任行政院政務副秘書長。2018年12月，因時任行政院秘書長卓榮泰請辭參選民進黨主席，暫代秘書長一職直至新任秘書長李孟諺到任。在賴清德當選總統後，升任為卓榮泰內閣的勞動部部長。

## 勞動部長任內爭議
2024年11月，勞動部勞動力發展署北分署發生職場霸凌案並導致一名公務員上吊自盡，勞動部首次調查報告提及北分署長謝宜容對同仁工作上的言語霸凌「目的良善」，並稱謝宜容與該公務員自盡無直接關係，引發爭議。
何佩珊第一時間解釋調查報告都是專業用語「嘔心瀝血」，後在立法委員們質詢後改口致歉說「目的良善用語錯了，我們承認錯誤」。
外界質疑原先勞動部對謝宜容的懲處過輕，何佩珊後對謝的懲處加重並將其停職。何佩珊本人也因此事向行政院辭職，成為有史以來任期最短的勞動部長。

## 外部連結
| 中華民國政府職務 | 中華民國政府職務                                | 中華民國政府職務                   |
| ---------------- | ----------------------------------------------- | ---------------------------------- |
| 行政院           |                                                 |                                    |
| 前任： 許銘春    | 勞動部部長 第六任 2024年5月20日－2024年11月21日 | 繼任： 陳明仁（代理） 正任：洪申翰 |
| 前任： 卓榮泰    | 行政院秘書長 代理 2018年12月28日－2019年1月13日 | 繼任： 李孟諺                      |